# Энбекши
Энбекши — посёлок в Адамовском районе Оренбургской области. Входит в состав Елизаветинского сельсовета.

## История
Переселенческое село Мироновка основано в 1910 г. украинскими переселенцами, в период столыпинской реформы. В начале 1930-х годов село становится одним из центров «оседания» казахов. Здесь образуется колхоз, который получает казахское название «Энбекши» (с каз. Еңбекші — Труженик). Со временем за сел закрепляется название колхоза. С 1957 г. посёлок становится вторым отделением совхоза «Советская Россия».

## Население
| 2010 |
| ---- |
| 317  |